# Rhyacia lucipeta
Rhyacia lucipeta là một loài bướm đêm thuộc họ Noctuidae. Nó được tìm thấy ở Maroc, Algérie, Pyrenees, vùng núi của miền trung châu Âu, Ý, Balkan, Thổ Nhĩ Kỳ, Kavkaz, Ngoại Kavkaz và Iraq. Một lượng hiếm hoi migrant on bờ biển phía nam của Anh, ở đó nó was recorded for the first time at Pulborough ở Sussex năm 1968. It hadn’t been recorded again until the end of 2008.
Sải cánh dài 56–64 mm. Con trưởng thành bay từ tháng 6 đến the beginning of tháng 10 làm một đợt.
Ấu trùng ăn nhiều loại thực vật thân thảo, bao gồm Cerastium, Thymus pulegioides, Tussilago farfara và Campanula rotundifolia.